# Sette isole
Le Sette isole (in russo Семь островов, Sem' ostrovov) sono un gruppo di 7 isole russe nel Mare di Barents. Amministrativamente fanno parte del Lovozerskij rajon dell'oblast' di Murmansk, nel Circondario federale nordoccidentale.

## Geografia
Le isole si trovano lungo la costa di Murmansk (Мурманский берег) della penisola di Kola, di fronte alla foce del fiume Charlovka (река Харловка). Cinque isole del gruppo si trovano ravvicinate fra di loro, separate dalla terraferma dalla rada Semiostrovskij (Семиостровский Рейд), che ha un'ampiezza di 1,5-3 km; sono isole rocciose con ripide scogliere e prive di alberi:
- Isola di Charlov (остров Харлов), 68°48′35″N 37°20′10″E, la maggior isola del gruppo e quella più settentrionale, lunga 3,5 km.
- Bol'šoj Zelenec (Большой Зеленец), 68°47′25″N 37°25′13″E, a sud-est di Charlov, con un'altezza di 50 m.
- Malyj Zelenec (Малый Зеленец), 68°47′12″N 37°26′27″E, molto ravvicinata a Bol'šoj Zelenec, ha vicino un isolotto senza nome, a nord-est.
- Isola di Vešnjak (остров Вешняк), 68°45′58″N 37°30′18″E, con una forma lunga e stretta, è quella con la maggior altitudine: 82 m.
- Isola di Kuvšin (остров Кувшин), 68°44′25″N 37°31′38″E, piccola isoletta a sud di Vešnjak e vicina alla terraferma dove si trovano alcuni isolotti senza nome.

Altre due isole si trovano 8 km a sud-est delle precedenti:
- Bol'šoj Lickij (Большой Лицкий), 68°41′45″N 37°44′05″E, che ha un'altitudine di 59 m.
- Malyj Lickij (Малый Лицкий), 68°41′36″N 37°46′01″E, vicinissima alla precedente, a est.

Le isole fanno parte della Riserva Kandalakšskij (Кандалакшский заповедник) e sono un luogo di nidificazione di molti uccelli marini.

## Storia
Nel 1912 venne impiantata sull'isola di Charlov una stazione meteorologica; dal 1942 al 2009 ha funzionato un regolare servizio di osservazioni idro-meteorologiche, il TDS "Isola di Charlov" (ТДС «Остров Харлов»).